# Sillago ciliata
Sillago ciliata är en fiskart som beskrevs av Cuvier 1829. Sillago ciliata ingår i släktet Sillago och familjen Sillaginidae. Inga underarter finns listade i Catalogue of Life.